# Good night, Dżerzi
Good night, Dżerzi – wydana w 2010 powieść autorstwa Janusza Głowackiego oparta na wątkach biografii Jerzego Kosińskiego, tytułowego Dżerziego. Powieść została wydana przez wydawnictwo Świat Książki.

## Miejsce akcji
Akcja powieści toczy się m.in. w Polsce, Związku Radzieckim, ogarniętej wojną Czeczenii i Stanach Zjednoczonych. Ale miastem najbardziej intensywnie obecnym na kartach powieści jest Nowy Jork.

## Fabuła
Dżerzi jest do pewnego stopnia zarówno protagonistą, jak i antagonistą powieści. Narratorem, z perspektywy którego opisywany jest świat jest Dżanus, swego rodzaju alter-ego Głowackiego, pisarz zatrudniony do napisania scenariusza filmu o życiu Kosińskiego. Akcja książki koncentruje się wokół relacji Dżerziego z dwiema kobietami: pochodzącą z wyższych sfer Jody i rosyjską imigrantką Maszą, których fascynację sobą Kosiński wykorzystuje przeciwko nim samym.

## Odbiór
Powieść generalnie została odebrana pozytywnie przez krytykę. „Gazeta Wyborcza” określiła ją „znakomitą”, tygodnik „Polityka” – „bardzo ciekawą”, a Polskie Radio przyjęło patronat medialny nad książką.